# Латыши в России
Латыши в России (латыш. Krievijas latvieši) — этническая группа в населении Российской Федерации, насчитывает 28 520 человек по результатам всероссийской переписи населения 2002 года, и 18 979 человек по переписи 2010 года. Существует латышская воскресная школа в Москве.

## История

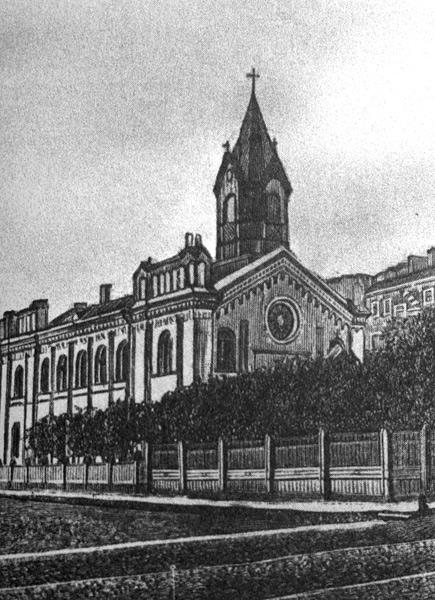
Латышская церковь Христа Спасителя (Санкт-Петербург). Храм был закрыт в 1938 году

По данным  исследований Стродса, в период с 1850 года до начала XX в. с территории современной Латвии в великорусские губернии переселилось около 300 тысяч человек (15,5% населения). Особенно массовым было бегство крестьян из Латгалии. К миграции крестьян подталкивало безземелье, хотя остзейское дворянство в основном противилось исходу и даже нарочно очерняло жизнь в России.
15 марта 1918 года в рамках Народного комиссариата по делам национальностей был создан Комиссариат по латышским национальным делам. Пока существовала Советская Латвия (ноябрь 1917 года — февраль 1918 года) вопрос о создании такого органа по работе с латышским населением не поднимался, так как предполагалось, что латышские беженцы вернутся на родину. Однако после вытеснения большевиков с территории Латвии стало ясно, что необходима работа с латышским населением, оказавшимся в инонациональной среде. Комиссариат перенял все дела и денежные документы Исколата.
М. Тумшис и А. Папчинский указывают, что во время Гражданской войны для большей части населения Советской России слово «латыш» ассоциировалось с «чекистом», да и сама ВЧК создавалась при активном участии латыша Я. Х. Петерса, широко привлекавшего в ряды комиссии своих товарищей и земляков, имевших за плечами трудную школу социал-демократического подполья в Прибалтийском крае, опыт конспиративной работы и участия в боевых дружинах 1905—1907 годов.
В 1930/31 учебном году на каждые 658 латышей в Ленинградской области приходилась одна латышская школа. При областной совпартшколе существовало отделение для латышей, в педагогическом институте им. Герцена был латышский сектор, в Ленинграде был латышский Дом просвещения. В 1934 году на Ленинградском радио была создана латышская редакция.
В октябре 1937 г. по решению горкома ВКП(б) был ликвидирован латышский Дом просвещения. Латышский театр был ликвидирован по постановлению Леноблисполкома от 3 марта 1938 г.; к концу марта 1938 года латышские школы были преобразованы в обычные.

## Численность

### Динамика численности
По переписи 1897 года в Санкт-Петербургской губернии латышский язык как родной указал 10 251 человек, в Енисейской 1445 человек, в Москве 710.
После Первой мировой войны и революции на территории России оказалось до 700 тысяч латышей — беженцев, латышских стрелков, колонистов. Весной 1918 года в Москве, помимо четырёх полков латышских стрелков, проживало 80 тысяч латышей, в основном рабочих, эвакуированных во время войны. В Петрограде их было около 30 тыс., в Калужской губернии, в Нижнем Новгороде — по 10 тыс., в Орле — около 4 тыс. В Сибири, Белоруссии имелись целые латышские селения и даже районы, населённые крестьянами-колонистами, переселившимися ещё до войны.
По переписи 1926 года в РСФСР (в которую тогда входила и часть будущих центральноазиатских республик) жил 116 601 латыш и 9676 латгальцев. Из них 18 346 и 1049 жили в Ленинградской губернии, 10 583 и 378 в Псковской, 8183 латыша в Новгородской, 4722 латыша и 1245 латгальцев в Красноярском округе, 2756 латышей и 27 латгальцев в Москве.
В 1927 году в Ленинградской области (включавшей тогда будущие Новгородскую и Псковскую) жило 39 тысяч латышей.
По переписи 1939 года (точность результатов переписи спорна) в РСФСР проживало 92 110 латышей и 13 693 латгальца. В Москве жили 8286 латышей и 28 латгальцев. В Ленинградской области жило 20 916 латышей и 400 латгальцев. В Красноярском крае — 7906 и 5840.
Перепись 1959 года — 74 932 латыша в РСФСР, из них 5215 в Москве, 2181 в Псковской области, 4564 в Ленинграде, 1292 в Ленинградской области, 745 в Новгородской, 12 772 в Красноярском крае.
Перепись 1970 года — 59 695 латышей в РСФСР, из них 5391 в Москве, 1406 в Псковской области, 1142 в Ленинградской области, 4346 в Ленинграде, 545 в Новгородской области, 8937 в Красноярском крае.
Перепись 1979 года — 67 267 латышей в РСФСР, из них 5310 в Москве, 1233 в Псковской области, 1157 в Ленинградской области, 3971 в Ленинграде, 592 в Новгородской области, 7994 в Красноярском крае.
Перепись 1989 года — 46 829 латышей в РСФСР, из них 3896 в Москве, 893 в Псковской области, 884 в Ленинградской, 3400 в Ленинграде, 429 в Новгородской области, 6414 в Красноярском крае.

### Современная ситуация
По результатам всероссийской переписи населения 2010 года в Российской Федерации проживает 18 979 человек латышской национальности. Самая крупная община латышей в России находится в Красноярском крае. Другие крупные общины латышей находятся в Москве, Омской области, Санкт-Петербурге и в Башкортостане.
Регионы проживания латышей:
- Красноярский край—2189
- Москва—1986
- Омская область—1444
- Санкт-Петербург—1291
- Башкортостан—1117
- Калининградская область—516
- Томская область—453
- Псковская область—442
- Кемеровская область—360
- Свердловская область—306
- Ростовская область—277
- Ханты-Мансийский автономный округ—219
- Карелия—179
- Новгородская область—175

## Также смотрите
- Латыши